# Josip Stritar
Josip Stritar (* 6. März 1836 in Podsmreka bei Velike Lašče; † 25. November 1923 in Rogaška Slatina bei Ptuj) war ein österreichisch-slowenischer Schriftsteller und Kritiker.
Josip Stritar entstammte einer Bauernfamilie. Er war ab 1873 als Gymnasiallehrer in Wien tätig. 1878–1901 war er Professor am Piaristengymnasium in der Josefstadt, Stritar gab die Literaturzeitschrift „Zvon“ (1870, 1875–80) heraus. Er verfasste formal anspruchsvolle Lyrik, Satiren, Romane und Novellen.

## Werke
- Zorin, 1870
- Dunajski soneti, 1872